# Moustapha Sonko
Pour les articles homonymes, voir Sonko.
Moustapha Sonko, né le 14 juin 1972 à Paris, est un joueur français de basket-ball, évoluant aux postes de meneur et d'arrière.

## Biographie
Ses parents sont d'origine sénégalaise. Issu des playgrounds parisiens, Moustapha Sonko rejoint le basket-ball de club à Sceaux en Pro B pour un titre de champion de France avant de faire ses débuts en Pro A à Gravelines. Après une saison, il rejoint la banlieue parisienne à Levallois dans une équipe du milieu de tableau avec laquelle il devient l'un des meilleurs meneurs du championnat. Il rejoint ensuite l'un des ténors du championnat, l'Élan béarnais Pau-Orthez. Ne se sentant pas à l'aise dans le collectif béarnais, il rejoint l'autre grand club français de l'époque, l'ASVEL Lyon-Villeurbanne. Après deux saisons où le titre de champion se refuse à lui lors de la finale, il rejoint l'un des plus grands championnats européens, la Liga ACB et le club d'Unicaja Malaga. Cette décision fait suite à un essai non concluant avec les Grizzlies de Vancouver lors des summer camp de l'été 2000.
Avec le club de Malaga, il remporte son premier titre européen avec la coupe Korać 2001 avant d'échouer en finale du Championnat d'Espagne 2002.
A l’été 2004, après 4 saisons avec l'Unicaja Malaga, il rejoint l'un des plus grands clubs européens, le Real Madrid où il reste deux saisons pendant lesquelles il remporte le championnat dès sa première saison. Il joue une dernière année en Espagne avec le club d'Alicante avant de partir en 2007.
Après une année sabbatique, Moustapha Sonko fait son retour sur les parquets de Pro A et signe au Hyères Toulon Var Basket pour une saison. Il y retrouve son ancien entraîneur du club de Sceaux, Alain Weisz. Il annonce qu'il prend sa retraite à l'issue de la saison 2008-2009.
En équipe nationale, il débute en décembre 1993 contre le Brésil.

## Club
- 1990-1993 :  ASA Sceaux ’92 (N 1 B)
- 1993-1994 :  Gravelines (Pro A)
- 1994-1997 :  SCB Levallois (Pro A)
- 1997-1998 :  Élan Béarnais Pau-Orthez (Pro A)
- 1998-2000 :  ASVEL Lyon-Villeurbanne (Pro A)
- 2000-2004 :  Unicaja Malaga (Liga ACB)
- 2004-2006 :  Real Madrid (Liga ACB)
- 2006-2007 :  CB Lucentum Alicante (Liga ACB)
- 2007-2008 : saison sabbatique
- 2008-2009 :  Hyères-Toulon (Pro A)

## Palmarès

### Club
- Coupe Korać 2001
- Champion de France 1998
- Champion de France de Pro B en 1993
- Vice-Champion de France 1999, 2000
- Champion d'Espagne 2005
- Vice-Champion d'Espagne 2002
- Finaliste de la Coupe de France 1996

### Équipe nationale
Jeux olympiques d'été
- Médaille d'argent des Jeux olympiques de 2000 à Sydney

Championnat d'Europe
- 8e au Championnat d'Europe 1995 en Grèce
- 4e au Championnat d'Europe 1999 en France
- 4e au Championnat d'Europe 2003 en Suède

Autres
- Première sélection le 17 décembre 1993 à Paris contre le Brésil
- Dernière sélection le 14 septembre 2003 à Stockholm (Suède) contre l'Italie

### Distinction personnelle
- 93 sélections en Équipe de France
- MVP français de la LNB 2000
- Meilleur sixième homme de liga ACB 2003
- Participation au All Star de la LNB 1998, 1999, 2000
- Participation au All Star de la liga ACB 2001 et 2002
- Meilleur joueur français de Pro B en 1993